# Шахматная тактика
Ша́хматная та́ктика — совокупность приёмов и способов выполнения отдельных шахматных операций, входящих в стратегический план и его завершающих.
Роль тактики в шахматной игре исключительно велика: грубая ошибка или тактический просчёт могут повлечь за собой немедленный проигрыш партии. При вступлении сил соперников в непосредственный контакт, когда фигуры сторон нападают или угрожают напасть друг на друга, на шахматной доске возникает тактическая ситуация. В тактических операциях фигуры взаимодействуют друг с другом, при этом большую роль играет согласованное действие фигур одной стороны против другой.

## Компоненты тактической операции
В любой тактической операции можно выделить 3 компонента:
1. объект атаки,
2. средства атаки,
3. средства защиты.

Объектами атаки могут быть не только короли, но и любые другие фигуры или пешки. Иногда объектом атаки может стать группа полей или одно поле в расположении сил соперника. 
К элементарным средствам атаки относят нападения, угрозы нападения, ограничения, но эффективными средствами атаки являются двойное и комбинированное нападение. 
Среди элементарных средств защиты — уход атакованной фигурой, её поддержка другой фигурой, перекрытие действия атакующей фигуры, ответное нападение. При защите редко удаётся нанести ответное двойное или комбинированное нападение.

## Элементы шахматной тактики
Многие шахматные теоретики по-разному определяли количество элементов шахматной тактики и их названия. Например, Георгий Лисицын разделял элементы на основные и вспомогательные:
К основным элементам он отнёс:
- Двойной удар
- Вскрытое нападение
- Открытый шах
- Связка

К вспомогательным:
- Завлечение
- Отвлечение
- Уничтожение защиты
- Перекрытие
- Блокировка
- Освобождение поля
- Передача очереди хода (цугцванг)

## Комбинация
Важнейший элемент тактики шахматной игры — комбинация, которая нередко связана с жертвой, что делает её особенно привлекательной с эстетической точки зрения. 